# 店埠镇 (肥东县)
店埠镇，是中华人民共和国安徽省合肥市肥东县下辖的一个乡镇级行政单位。

## 行政区划
店埠镇下辖以下地区：
青春社区、镇南社区、镇西社区、镇北社区社区、花园社区、对河社区、排头社区、定光社区、唐杨社区、光大社区、西山驿社区、陂塘社区、双桥社区、中心社区、安乐村、塘林回族满族村、花滩民族村、马厂村、龙西村、昂集村、建设村、杨王村、合浦村、半店村、群力村、大安村、赵岗村、杨坝村、桑园村和一心村。